# Gmina Lenart
Lenart – gmina w Słowenii. W 2002 roku liczyła 11 159 mieszkańców.

## Miejscowości
Miejscowości wchodzące w skład gminy Lenart:

- Črmljenšak
- Dolge Njive
- Gradenšak
- Hrastovec v Slovenskih Goricah
- Lenart v Slovenskih goricah – siedziba gminy
- Lormanje
- Močna
- Nadbišec
- Radehova
- Rogoznica
- Selce
- Spodnja Voličina
- Spodnje Partinje
- Spodnji Porčič
- Spodnji Žerjavci
- Straže
- Šetarova
- Vinička vas
- Zamarkova
- Zavrh
- Zgornja Voličina
- Zgornji Žerjavci